# Seznam britanskih skladateljev
Seznam britanskih skladateljev.

## A
- Thomas Adès
- Denis ApIvor
- David Arnold

## B
- Gilbert Biberian
- Harrison Birtwistle
- Benjamin Britten

## C
- Philip Cannon
- Oliphant Chuckerbutty
- Russell Churney
- Andy Clark (glasbenik)
- Andy Connell

## E
- Brian Easdale

## F
- Paul Farrer
- Gerald Finzi
- Benjamin Frankel
- Harold Fraser-Simpson
- Steven Frew

## G
- Gerald Garcia
- Anthony Gilbert (skladatelj)

## H
- Paul Hardcastle
- Henry Hardy
- Jonathan Harvey
- Alan Hawkshaw
- David Hewson (skladatelj)
- Gustav Holst
- Bill Hopkins

## I
- John Ireland

## J
- Richard Jacques

## K
- Grant Kirkhope

## L
- Ian Lake
- Nicholas Lanier
- Julian Lennon
- David Lowe

## M
- Ernest John Moeran

## N
- Isaac Nathan
- Michael Nyman

## P
- Alan Parker (glasbenik)
- Joseph Parry
- Johnny Pearson
- Kenneth Platts
- Philip Pope
- Alwynne Pritchard

## R
- Franz Reizenstein
- Neil Richardson
- Jeremy Dale Roberts

## S
- Mátyás Seiber
- Adrian Snell
- Leopold Spinner
- William Henry Squire
- Robert Steadman
- Donald Swann

## T
- Hilary Tann
- Keith Tippett
- Bramwell Tovey
- Michael Tippett (1905-1998)

## V
- Param Vir

## W
- Errollyn Wallen
- Judith Weir
- Egon Wellesz
- David Whittaker
- David Wise